# Henryków (gmina)

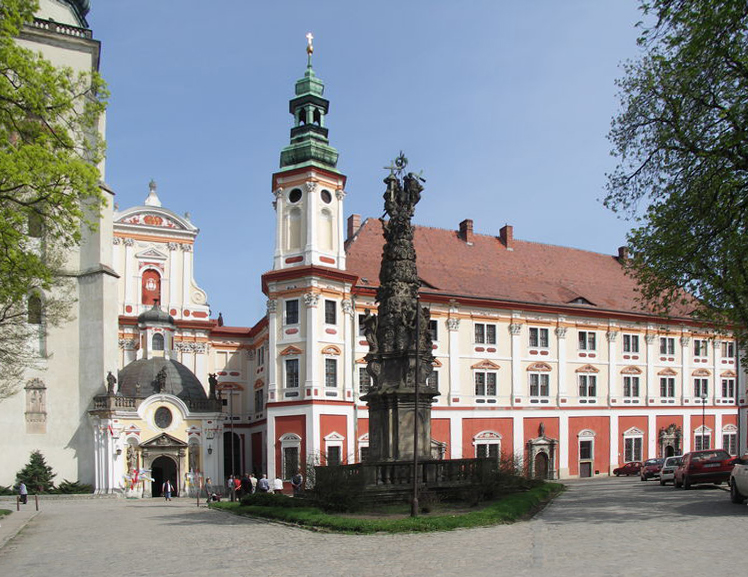
Klasztor w Henrykowie

Henryków – dawna gmina wiejska istniejąca w latach 1945–1954 w woj. wrocławskim (dzisiejsze woj. dolnośląskie). Siedzibą władz gminy był Henryków.
Gmina Henryków powstała po II wojnie światowej na terenie tzw. Ziem Odzyskanych (tzw. II okręg administracyjny – Dolny Śląsk). 28 czerwca 1946 gmina – jako jednostka administracyjna powiatu ząbkowickiego – weszła w skład nowo utworzonego woj. wrocławskiego.
Według stanu z 1 lipca 1952 gmina składała się z 17 gromad: Brukalice, Cienkowice, Ciepłowody, Czerńczyce, Czesławice, Henryków, Jankówka, Jasienica, Krzelków, Muszkowice, Nowy Dwór, Raczyce, Skalice, Stary Henryków, Targowica, Wadochowice i Wilamowice Ząbkowickie. Gmina została zniesiona 29 września 1954 wraz z reformą wprowadzającą gromady w miejsce gmin. Jednostki nie przywrócono 1 stycznia 1973 wraz z kolejną reformą reaktywującą gminy (główna część jej dawnego obszaru weszła w skład nowej gminy Ciepłowody).